# Fellbach
Fellbach egy város Németországban, Stuttgart északi-keleti határánál, Baden-Württembergben. A város népessége 43 700 fő volt 2003 decemberében, ezzel a második legnagyobb város volt a Rems-Murr-Kreis-i kerületben. A város 3 fő kerületre oszlik: Fellbach (a belváros), Schmiden (1973. január 1-je óta) és Oeffingen (1974. január 4. óta).

## Történelem
Első írásos említése Velbach-ként 1121-ben volt. A város 1357-ben Vellebach-nak hívták, a Fehlbach nevet 1800 körül kezdték használni. 1933. október 14-én nyilvánították városnak. A város a második világháború után érte el a 20 000 lélekszámot, 1950-ben megkapta a „Große Kreisstadt” státuszt.

## Népesség
A település népessége az elmúlt években az alábbi módon változott:

## Testvérvárosai
- Tain-l’Hermitage 1964 óta
- Tournon-sur-Rhône 1973 óta
- Erba 1978 óta
- Pécs 1986 óta
- Meißen 1986 óta

## Fordítás
- Ez a szócikk részben vagy egészben  a   Fellbach című angol Wikipédia-szócikk ezen változatának fordításán alapul.  Az eredeti cikk szerkesztőit annak laptörténete sorolja fel. Ez a jelzés csupán a megfogalmazás eredetét és a szerzői jogokat jelzi, nem szolgál a cikkben szereplő információk forrásmegjelöléseként.
- Ez a szócikk részben vagy egészben  a   Fellbach című német Wikipédia-szócikk ezen változatának fordításán alapul.  Az eredeti cikk szerkesztőit annak laptörténete sorolja fel. Ez a jelzés csupán a megfogalmazás eredetét és a szerzői jogokat jelzi, nem szolgál a cikkben szereplő információk forrásmegjelöléseként.